# Alphonse Joseph Charmeil
Alphonse Joseph Charmeil est un libraire, lithographe peintre français, conservateur du musée de Bourges (actuel musée du Berry), né à Cosne-sur-Loire le 23 prairial an XII (12 juin 1804), et mort à Bourges le 29 novembre 1896.

## Biographie
Le père d'Alphonse Joseph Charmeil, Charles Joseph Denis Charmeil, a d'abord été instituteur avant de devenir libraire à Bourges, en 1823. Sa mère était maîtresse de pension.
Il s'est formé à la lithographie à Paris chez Goujon et Fromentin. Il fait une demande de brevet de lithographe en 1825 qui est rejetée.
Le 20 mars 1827, il reprend le brevet de libraire de son père, à Bourges. Il s'est marié à Charenton-sur-Cher le 9 mai 1827 avec Rose Élisabeth Thombrau (Charenton-sur-Cher 22 pluviôse an XIII  (Charenton-sur-Cher,11 février 1805-Bourges, 11 octobre 1866). Il a eu de cette union Pierre Joseph Achille Charmeil (Bourges, 2 mars 1828-Lyon, 21 septembre 1891), directeur des contributions directes à Lyon, chevalier de la Légion d'honneur en 1884, lui-même père de Paul Jérôme Joseph Marie Charmeil (Colmar, 17 mars 1861-Lille, 1932), professeur et doyen à la faculté de médecine de Lille, chevalier de la Légion d’honneur en 1920, grand-père de Pierre Édouard Charmeil (Lille, 9 mai 1898-Neuilly-sur-Seine, 29 mars 1985, membre de la Cour de discipline budgétaire et financière de la Cour des comptes de 1958 à 1966, président de la commission centrale des marchés de l'Etat. Président de la Quatrième chambre le 11 mars 1966, honoraire en 1968, commandeur de la Légion d'honneur le 10 juillet 1968, et de Paul André Charmeil (Lille, 14 juillet 1900-Paris, 9 janvier 1970), diplômé de l'École polytechnique, ingénieur-conseil, chevalier de la Légion d'honneur en 1961.
Il obtient en 1828 le brevet de lithographe grâce à l'appui de notables locaux qui insistent sur la nécessité d'avoir un lithographe pour réaliser les travaux de la ville. Il est peintre et professeur de dessin au collège royal de Bourges.
À la suite d'un rapport rédigé sur l'état de la bibliothèque municipale de Bourges du 23 juillet 1836 montrant son état de désorganisation, la ville de Bourges l'a nommé bibliothécaire adjoint en 1837. Il est resté s'est occupé de la bibliothèque jusqu'en 1873. La ville lui a d'abord demandé de rédiger le catalogue des ouvrages conservés dans la bibliothèque. Cette tache n'a été terminée qu'en 1857 après la nomination en 1852 d'un nouveau bibliothécaire adjoint, Hippolyte Boyer.
En 1838, il devient conservateur-adjoint du Musée de Bourges sous la direction de Claude-Denis Mater qui a été le fondateur. Il le supplée quand ce dernier a été élu député du Cher, en 1839. Alphonse Charmeil a été un second dévoué pour la création et l'organisation du musée de Bourges. De plus, il a cédé au musée de nombreux objets qui lui appartenaient. La mort de Claude-Denis Mater, en 1862, repose la question de la propriété et de la responsabilité du musée. Un arrêté préfectoral du 21 janvier 1864 a remis à la ville de Bourges l'administration du musée. Il est nommé conservateur du musée par arrêté préfectoral, le 16 février 1864. Pendant trois années, la ville ne s'est pas préoccupée de sa gestion. Alphonse Charmeil, seul conservateur de l'ancienne administration, a été confirmé à ce poste par l'arrêté préfectoral du 16 février 1864. Il a dû supporter seul la gestion du musée pendant cette période. Jusqu'en 1864, il a assuré bénévolement l'administration du musée. En 1864, la ville lui a accordé une rémunération de 600 francs par an. Après ce rattachement du musée de Bourges à la ville, la commission historique a chargé Alfred Hiver de Beauvoir (1802-1868), président de la cour d'appel de Bourges et président de la Société des antiquaires du Centre depuis 1862, d'étudier une nouvelle implantation du musée et de la bibliothèque de Bourges. Il a proposé de les placer à l'hôtel Cujas. Cette proposition de loger la bibliothèque à l'hôtel Cujas a été combattue par Alphonse Charmeil dans un courrier paru dans le Journal du Cher que cette solution est impossible et qu'il s'est trompé dans la surface nécessaire à la bibliothèque et qu'elle ne tient pas compté de l'accroissement probable des collections. Par ailleurs, il juge que les fonctions de la bibliothèque et du musée sont différentes. Seul le musée devrait s'installer à l'hôtel Cujas. Le département, propriétaire de l'hôtel Cujas, demandant 75 000 francs pour se dessaisir de l'hôtel au profit de la ville, ce projet a été repoussé le 22 avril 1866. La commission historique a ensuite étudié la possibilité de placer le musée dans l'ancienne église des Carmes, puis à l'hôtel Lallemand. Le comte Hippolyte François Jaubert qui avait offert un herbier au musée s'indigne en 1868 de la conservation des pièces déposées dans le musée et le traite de bric-à-brac. Il écrit que les moyens sont insuffisants et qu'il devrait y avoir un conservateur-adjoint pour les collections en science naturelle. Le catalogue des peintures du musée entrepris par Alphonse Charmeil et Antoine Cougny est terminé et imprimé en 1869. La guerre franco-allemande de 1870 met en sommeil les projets. L'incendie du palais archiépiscopal dans la nuit du 24 au 25 juillet 1871 qui détruit la toiture et une grande partie des archives du diocèse repose la question de la protection des ouvrages de la bibliothèque qui y sont conservés. En 1872, la question d'installer la bibliothèque et le musée dans l'église des Carmes est reposée mais elle est toujours occupée par l'armée. En 1872, la bibliothèque ayant vu ses salles détruites par l'incendie, il est décidé de l'installer dans l'hôtel Aubertot. Pour le musée, il est prévu de l'installer dans l'hôtel Lallemand quand il serait disponible. La possibilité d'installation du musée dans l'église des Carmes a été rendue impossible car la municipalité ayant voté sa démolition en 1876, elle est démolie à la fin de l'été 1878. Le 20 juillet 1878, le conseil municipal a accepté la proposition du département d'acheter l'hôtel Cujas pour la somme de 80 000 francs à condition d'y installer le musée. L'acte de vente est passé le 29 mars 1879 pour une jouissance le 24 juin 1882 pour permettre de déplacer la gendarmerie qui l'occupait. Le musée n'a pu s'y établir qu'en 1891 à cause d'un conflit entre la ville et le service des Monuments historiques. Daniel Mater est nommé président de la commission du musée le 7 mai 1881 après la démission d'Alphonse Mater après la démolition de l'église des Carmes.
Alphonse Charmeil a acquis en 1869 une parcelle de terrain derrière la maison située 14 rue Voltaire qui était jusqu'à la Révolution les jardins de l'abbaye Saint-Laurent. Il s'est fait construire une maison de style Napoléon III et il a installé dans le jardin l'ancien décor de marbre de tour du chœur de l'église Saint-Pierre-le-marché, actuelle église Notre-Dame qui lui avait été vendu par le curé et la fabrique,.